# Cytisus jankae
Cytisus jankae är en ärtväxtart som beskrevs av Josef Velenovský. Cytisus jankae ingår i släktet kvastginster, och familjen ärtväxter. Inga underarter finns listade i Catalogue of Life.